# Thesprotia
Thesprotia (græsk: Θεσπρωτία, pronounced [θesproˈtia] ) er en af de regionale enheder i Grækenland , beliggende i periferien Epirus. Dens hovedstad og største by er Igoumenitsa. Thesprotia er opkaldt efter Thesproterne, en gammel græsk stamme, der beboede regionen i antikken.

## Historie
I antikken var Thesprotia beboet af den antikke græske stamme Thesproterne og var afgrænset af naboregionerne Molossia mod nord og Chaonia mod øst. Thesprotia blev en del af koalitionen Epirote League, før det blev annekteret af Rom, hvor den blev en del af den romerske provins Epirus. Efter fragmenteringen af det romerske imperium i øst og vest blev Thesprotia sammen med resten af regionen en del af det østromerske (byzantinske) imperium, indtil det faldt til osmannerne. Territoriet Thesprotia forblev under osmannisk styre indtil 1913, hvor det blev annekteret af den græske stat efter den første Balkankrig. Indtil 1937, da det separate præfektur Thesprotia blev etableret, var området en del af Ioannina-præfekturet.

## Geografi og klima
Thesprotia grænser op til Albanien mod nord, den regionale enhed Ioannina mod øst og Preveza mod syd. Det Joniske Hav ligger mod vest. En stor del af den regionale enhed er bjergrig. Det meste landbrugsjord ligger i dalene i den centrale, sydlige og vestlige del. To af Thesprotias floder er legendariske: Thyamis og Acheron fra den græske mytologi, omkranset af rørskov og platantræer.
Thesprotias kystklima er middelhavsklima. Kolde vintre med et semi-alpint klima dominerer den østlige del og højere højder.

## Administration
Den regionale enhed Thesprotia er opdelt i tre kommuner (nummereret svarer til kortet i infoboksen):
- Filierede (3)
- Igoumenitsa (1)
- Souli (2)

### Præfektur
Thesprotia blev etableret som præfektur i 1937 (græsk: Νομός Θεσπρωτίας). Som en del af Kallikratis regeringsreform i 2011 blev den regionale enhed Thesprotia oprettet ud fra det tidligere præfektur Thesprotia. Præfekturet havde samme udstrækning som den nuværende regionale enhed. Samtidig blev kommunerne omorganiseret, ifølge nedenstående tabel. 
| Ny kommune  | Gamle kommuner | Sæde        |
| ----------- | -------------- | ----------- |
| Filiates    | Filiates       | Filiates    |
| Filiates    | Sagiada        | Filiates    |
| Igoumenitsa | Igoumenitsa    | Igoumenitsa |
| Igoumenitsa | Margariti      | Igoumenitsa |
| Igoumenitsa | Parapotamos    | Igoumenitsa |
| Igoumenitsa | Perdika        | Igoumenitsa |
| Igoumenitsa | Syvota         | Igoumenitsa |
| Souli       | Souli          | Paramythia  |
| Souli       | Acherontas     | Paramythia  |
| Souli       | Paramythia     | Paramythia  |